# 威廉·唐納·漢彌爾頓
威廉·唐納·漢彌爾頓（英語：William Donald Hamilton、1939年8月1日—2000年3月5日），英國皇家學會成員，被認為是20世紀最偉大的演化生物學理論家之一。他提出了親屬選擇理論，解釋蟻類中工蟻的行為。
1984年至2000年為止，他是在皇家學會牛津大學的研究教授。漢彌爾頓變得著名是因為他的親屬選擇理論闡明一個嚴謹的現存遺傳學依據。這發現是基因中心演化觀點發展上的一個關鍵部份，艾德華·威爾森因此而視他為社會生物學當中的一個先行者。此外，漢彌爾頓也研究性別比率和性的演化。
漢密爾頓在去剛果為艾滋病毒起源的新理論尋找證據的途中，不幸在叢林中染疾，並於2000年去世。

## 早期生活
漢彌爾頓生於埃及開羅，在家中七個孩子排行第二。他的父親A. M. Hamilton是一位生於紐西蘭的工程師，而他的母親B. M. Hamilton則是一位醫生。
漢彌爾頓年幼時，全家移民至肯特。二戰時期，他搬到愛丁堡避難。他對自然史的興趣源自童年時期，並將他的課餘時間花費在收集蝴蝶和其它昆蟲上。1946年他發現了E·B·福特所著的新博物學家叢書中的蝴蝶一書。此書經由自然選擇、遺傳學和族群遺傳學的觀念，將演化的原則介紹給他。
他在Tonbridge School就學期間住在學校宿舍。他父親於二戰時期為家庭衛兵製作手榴彈。12歲時，由於把玩父親當時留下的火藥，他被嚴重的炸傷，多虧了他母親的醫療專業，他才沒有死於此次事故。後來，在國立教學醫院，一場胸廓切開術拯救了他的生命。但這場爆炸使得他的右手手指遭到截肢，並在他身上留下疤痕。他費時六個月才康復。
為了通過劍橋入學考試，漢彌爾頓在湯布里奇多留了一段時日，然後前往法國旅行。接著，他服了二年兵役。當他在聖約翰學院攻讀學士時，他對「許多生物學家幾乎不相信演化」的事實無動於衷，直到他拜讀了羅納德·費雪著的《遺傳學理論與自然選擇》（The Genetical Theory of Natural Selection）。費雪在劍橋被視為統計員，缺乏身分地位。漢彌爾頓在給他的姐妹瑪麗的明信片中，提到他對書中有關優生學的章節很有興趣。在前面的章節裡，費雪為演化遺傳學提供了一個數學依據。漢彌爾頓曾埋怨道，他在這本書上花了太多時間，導致他畢業時只拿到二級甲等榮譽學位。

## 外部連結
- Obituaries and reminiscences
- Royal Society citation[永久]
- Truth and Science: Bill Hamiltonís legacy
- Centro Itinerante de Educação Ambiental e Científica Bill Hamilton (The Bill Hamilton Itinerant Centre for Environmental and Scientific Education) (in Portuguese)
- Non-mathematical excerpts from Hamilton 1964 （页面存档备份，存于）
- "If you have a simple idea, state it simply" a 1996 interview with Hamilton （页面存档备份，存于）

### 博弈論
- W.D. Hamilton's work in game theory

### 愛滋病
- polio vaccines and AIDS